# حالةباصليب (عمد)

تعديل مصدري - تعديل

حالةباصليب هي إحدى قرى  بمديرية عمد التابعة لمحافظة حضرموت، بلغ تعداد سكانها 664 نسمة حسب تعداد اليمن لعام 2004.